# Comuna de Ruda Maleniecka
Ruda Maleniecka (polaco: Gmina Ruda Maleniecka) é uma gminy (comuna) na Polónia, na voivodia de Santa Cruz e no condado de Konecki. A sede do condado é a cidade de Ruda Maleniecka.
De acordo com os censos de 2004, a comuna tem 3390 habitantes, com uma densidade 30,8 hab/km².

## Área
Estende-se por uma área de 110,03 km², incluindo:
- área agricola: 38%
- área florestal: 52%

## Demografia
Dados de 30 de Junho 2004:
|                      | Total   | Total | Mulheres | Mulheres | Homens  | Homens |
| -------------------- | ------- | ----- | -------- | -------- | ------- | ------ |
|                      | pessoas | %     | pessoas  | %        | pessoas | %      |
| População            | 3390    | 100   | 1751     | 51,7     | 1639    | 48,3   |
| Densidade (pop./km²) | 30,8    | 100   | 15,9     | 15,9     | 14,9    | 14,9   |

De acordo com dados de 2005, o rendimento médio per capita ascendia a 1824,21 zł.

## Subdivisões
- Dęba, Dęba Kolonia, Cieklińsko, Cis, Hucisko, Koliszowy, Kołoniec, Lipa, Machory, Maleniec, Młotkowice, Ruda Maleniecka, Strzęboszów, Szkucin, Tama, Wyszyna Fałkowska, Wyszyna Machorowska, Wyszyna Rudzka

## Comunas vizinhas
- Fałków, Końskie, Radoszyce, Słupia (Konecka), Żarnów